# Платицериум
Платице́риум, или «Оле́ний рог», или Плоскоро́г (лат. Platycerium) — род папоротников семейства Многоножковые (Polypodiaceae), насчитывает около 17—18 видов, распространённых в тропических лесах Старого Света.

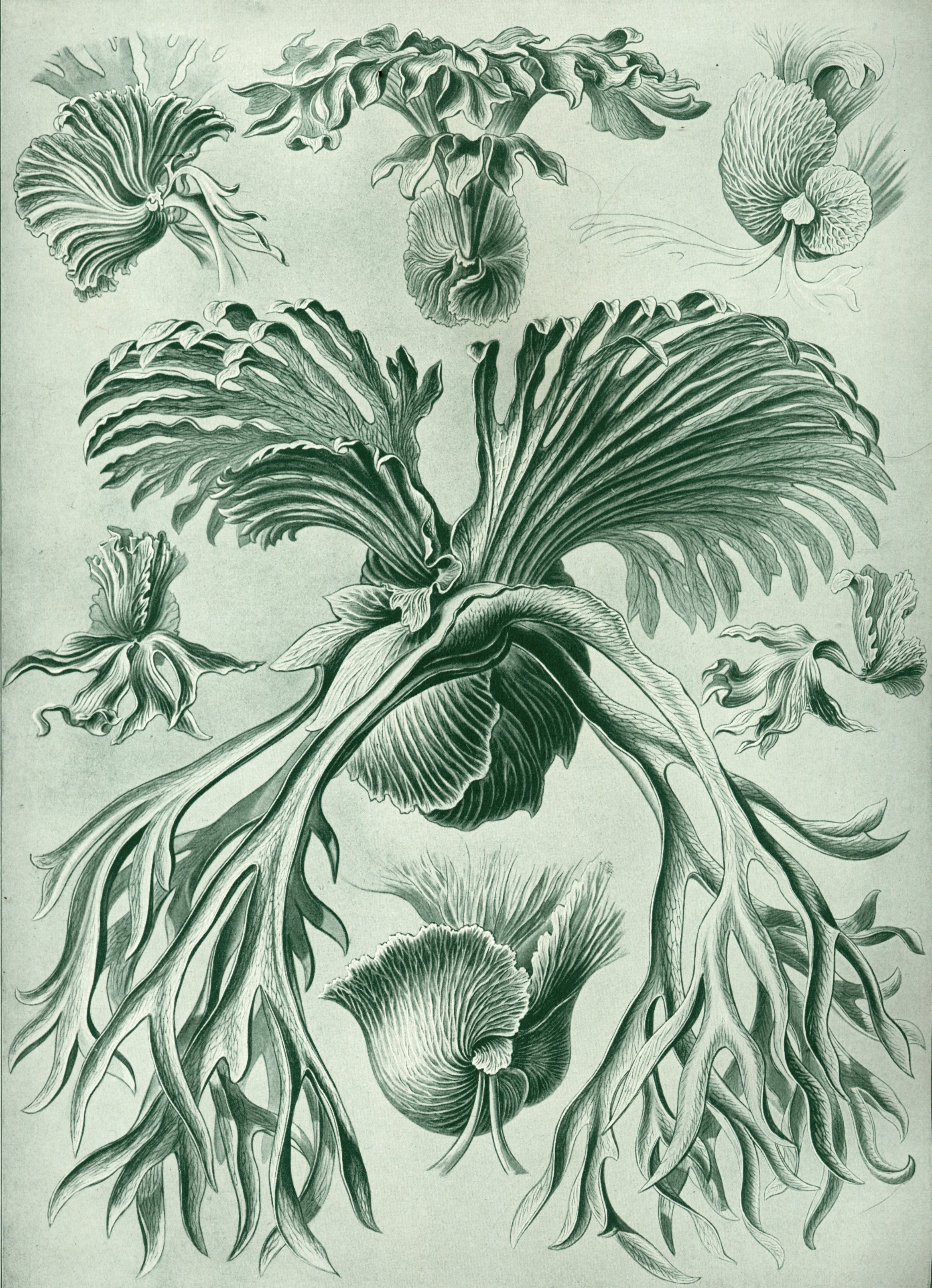
Платицериум большой (Platycerium grande) и другие виды. Ботаническая иллюстрация из книги Э. Геккеля Kunstformen der Natur (1904)

Многие представители рода популярны в комнатном и оранжерейном цветоводстве, а также широко представлены в ботанических садах.

## Название
Латинское слово platyceros (букв. «лань») восходит к греческим словам πλατυς — «широкий» и κερας — «рог». Название растения указывает на характерную форму спороносных листьев, напоминающих плоские оленьи рога.

## Ботаническое описание
Представители рода — крупные эпифитные растения с разветвлённым корневищем; воздушные корни расположены в зоне верхних листьев, а также под чешуйками корневища.
Листья двух типов — стерильные и спороносные, различающиеся между собой также морфологически. Стерильные листья сидячие, цельные, широкие, имеют округлую форму и плотно прижаты к стволу и ветвям дерева-хозяина. Свободен только верхний край, образующий нишу, в которую поступают осадки и перегной от отмирающих листьев самого папоротника. Этот накапливающийся перегной становится питательным субстратом для корней растения; с возрастом ниша увеличивается, и масса перегноя в ней у старых растений может доходить до 100 кг.
Спороносные листья плоские, плотнокожистые, на коротких черешках, прямостоячие или свешивающиеся, по форме напоминают рога оленя. Они выполняют одновременно функции фотосинтеза и размножения. Спорангии не собраны в сорусы, а рассеяны по верхушечной части листьев и придают их нижней стороне кирпично-красный оттенок.

## Распространение и экология
Распространены во влажных тропических лесах Австралии, Юго-Восточной Азии, Южной Индии и Африки.
Обитают на стволах и на крупных ветвях отдельно стоящих деревьев, как вечнозелёных, так и листопадных. Способны достигать больших размеров (Платицериум большой — свыше 1 м в поперечнике). Растут вместе с другими эпифитными папоротниками, орхидеями и мхами.

## Виды
- Platycerium alcicorne — Платицериум лосерогий
- Platycerium andinum
- Platycerium angolense — Платицериум ангольский

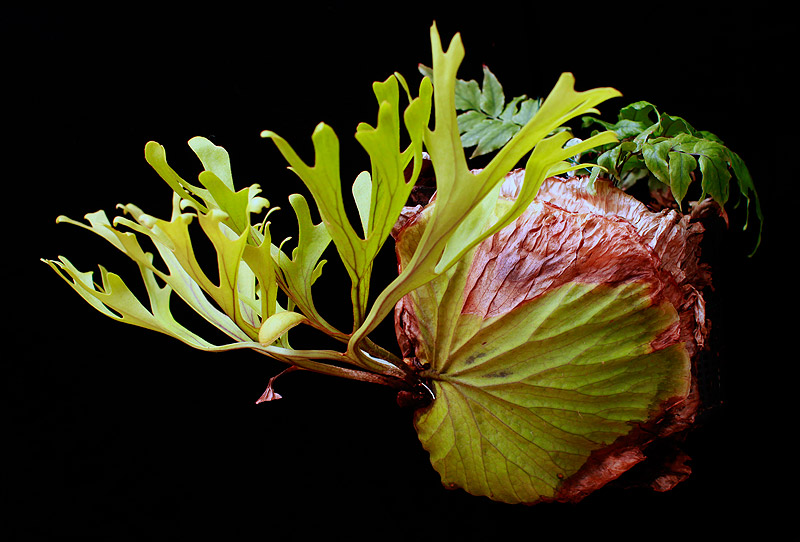
Platycerium ridleyi

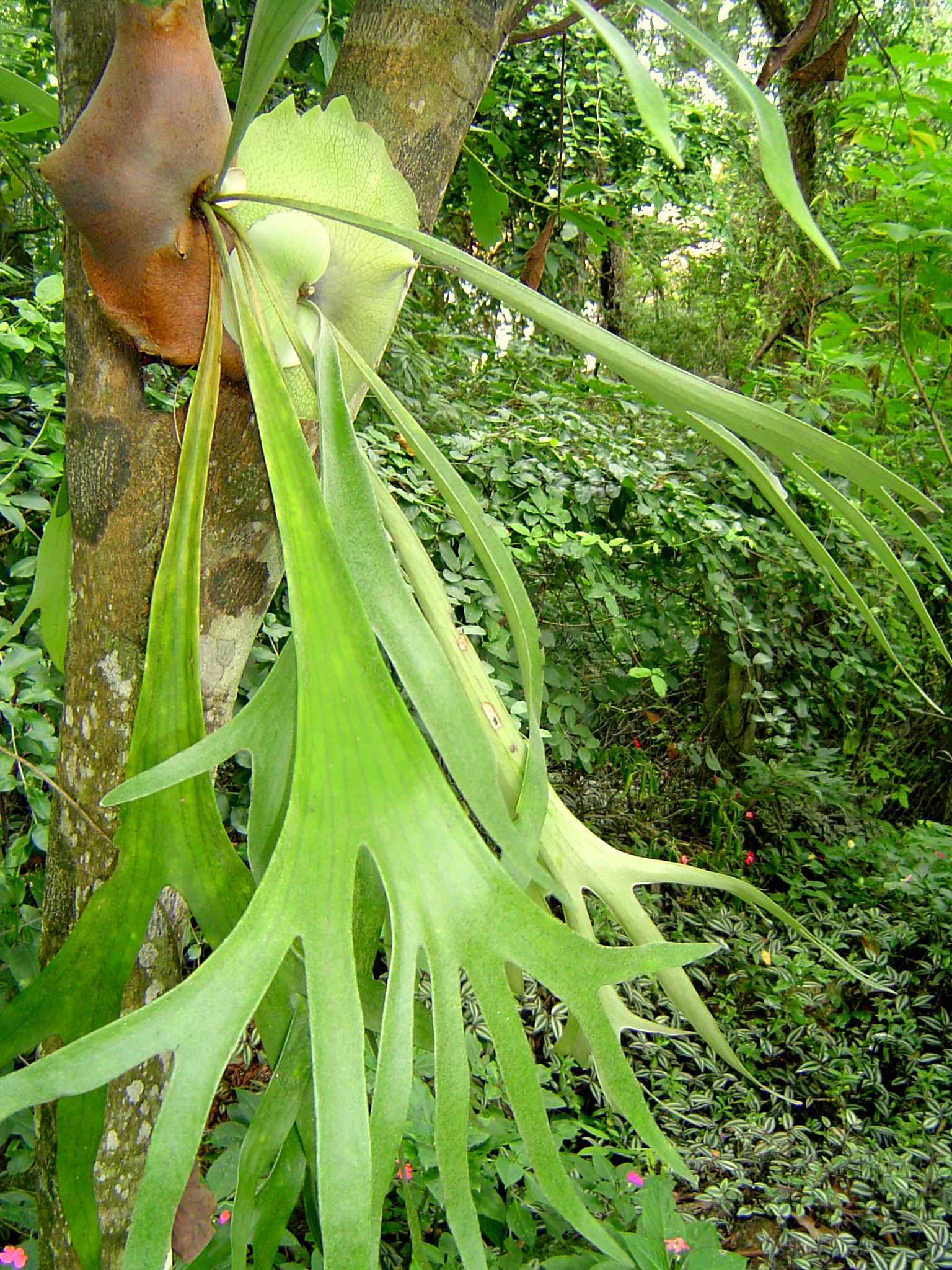
Platycerium bifurcatum

- Platycerium bifurcatum — Платицериум оленерогий, или Платицериум дваждывильчатый
  - Platycerium bifurcatum var. quadridichotoma
- Platycerium coronarium — Платицериум венечный
- Platycerium diversifolium
- Platycerium elephantotis
- Platycerium ellisii
  - Platycerium ellisii var. diversifolium
- Platycerium grande — Платицериум большой
- Platycerium hillii — Платицериум Хилла
- Platycerium madagascariense — Платицериум мадагаскарский
  - Platycerium madagascariense var. humblotii
- Platycerium quadridichotomum
- Platycerium ridleyi — Платицериум Ридли
- Platycerium stemaria
- Platycerium wallichii — Платицериум Валлиха

## В культуре
Некоторые виды используются в любительском и промышленном цветоводстве